# Tha Crossroads
Tha Crossroads ist ein Lied von Bone Thugs-N-Harmony aus dem Jahr 1995, das von DJ U-Neek, Bone und Tony C geschrieben wurde. Es erschien auf dem Album E. 1999 Eternal.

## Geschichte
Tha Crossroads basiert auf Make Me Say It Again, Girl von den Isley Brothers aus dem Jahr 1975 und ist Eazy-E gewidmet, der an den Folgen von AIDS starb. Ursprünglich sollte es auch nach seinem Tod überarbeitet werden. Alle vier Mitglieder (Krayzie Bone, Layzie Bone, Bizzy Bone und Wish Bone) haben einen Gesangspart im Lied gesungen. Die Veröffentlichung war am 23. April 1996, in den Vereinigten Staaten und Neuseeland wurde die Hip-Hop-Nummer ein Nummer-eins-Hit. In beiden Ländern wurde es auch mit Platin ausgezeichnet. Bei den Grammy Awards 1997 gewann das Lied in der Kategorie beste Rap-Darbietung eines Duos oder einer Gruppe. 2008 belegte Tha Crossroads in VH1s Liste 100 Greatest Songs of Hip Hop Platz 33.

## Musikvideo
Das Musikvideo wurde am 27. und 28. Februar 1996 gedreht. Es beginnt mit der weiblichen Gesangsgruppe Tre' (Kimberly Cromartie, Rebecca Forsha und Maniko Williams), die das traditionelle spirituelle „Mary Don't You Weep“ in einer kirchlichen Beerdigungskulisse singt, gefolgt von den Mitgliedern von Bone Thugs-n-Harmony, die das Hauptlied an verschiedenen Orten singen, wie z. B. in einer Kirche und auf einem Berggipfel.
Im Mittelpunkt des Videos steht ein großer, imposanter Mann mit Sonnenbrille, schwarzem Hut und Trenchcoat, der an einen Reaper erinnert. Bone gehört zu den wenigen, die den Mann sehen und ihn beobachten können, wie er Seelen verschiedener Individuen sammelt, die für den Tod markiert sind, wie z. B. ein junger Mann, der seine verzweifelte Mutter zurücklässt (vermutlich nachdem er als Gangmitglied gestorben ist), Bones Freund Wally, Wish Bones Onkel Charles, Eazy-E und ein neugeborenes Baby (das möglicherweise an einer Geburtskomplikation gestorben ist). Der Sensenmann führt die Seelen mit dem Baby auf dem Arm auf einen Berg, wo er sich als Engel zu erkennen gibt, und bringt den Toten in den Himmel.
„Tha Crossroads“ wurde bei den MTV Video Music Awards 1996 für das beste Rap-Video nominiert, verlor aber gegen Coolios Lied Gangsta’s Paradise.

## Kommerzieller Erfolg

### Chartplatzierungen
| ChartsChartplatzierungen       | Höchstplatzierung | Wochen |
| ------------------------------ | ----------------- | ------ |
| Deutschland (GfK)              | 15 (18 Wo.)       | 18     |
| Österreich (Ö3)                | 34 (4 Wo.)        | 4      |
| Schweiz (IFPI)                 | 19 (15 Wo.)       | 15     |
| Vereinigte Staaten (Billboard) | 1 (20 Wo.)        | 20     |
| Vereinigtes Königreich (OCC)   | 8 (11 Wo.)        | 11     |

| ChartsJahrescharts (1996)      | Platzierung |
| ------------------------------ | ----------- |
| Deutschland (GfK)              | 71          |
| Vereinigte Staaten (Billboard) | 7           |

### Auszeichnungen für Musikverkäufe
| Land/Region                  | Auszeichnungen für Musikverkäufe (Land/Region, Auszeichnung, Verkäufe) | Verkäufe  |
| ---------------------------- | ---------------------------------------------------------------------- | --------- |
| Australien (ARIA)            | Gold                                                                   | 35.000    |
| Neuseeland (RMNZ)            | 2× Platin                                                              | 60.000    |
| Vereinigte Staaten (RIAA)    | 2× Platin                                                              | 2.000.000 |
| Vereinigtes Königreich (BPI) | Silber                                                                 | 200.000   |
| Insgesamt                    | 1× Silber · 1× Gold · 4× Platin ·                                      | 2.295.000 |

## Coverversionen
- 2002: Blazin’ Squad